# John Ely (Politiker, 1774)
John Ely (* 8. Oktober 1774 in Saybrook, Colony of Connecticut; † 20. August 1849 in Coxsackie, New York) war ein US-amerikanischer Arzt und Politiker. Zwischen 1839 und 1841 vertrat er den Bundesstaat New York im US-Repräsentantenhaus.

## Werdegang
John Ely, Sohn von Sarah Worthington und Colonel John Ely,  wurde ungefähr sieben Monate vor dem Ausbruch des Unabhängigkeitskrieges in Saybrook geboren. Er studierte Medizin und begann dann in Coxsackie praktizieren. Ely saß in den Jahren 1806 und 1812 in der New York State Assembly. 1807 war er einer der Gründer der New York State und Greene County Medical Societies sowie der Albany Female Academy. Politisch gehörte er der Demokratischen Partei an.
Bei den Kongresswahlen des Jahres 1838 für den 26. Kongress wurde Ely im achten Wahlbezirk von New York in das US-Repräsentantenhaus in Washington, D.C. gewählt, wo er am 4. März 1839 die Nachfolge von Zadock Pratt und Robert McClellan antrat, welche zuvor zusammen den achten Distrikt von New York im US-Repräsentantenhaus vertreten hatten. Er schied nach dem 3. März 1841 aus dem Kongress aus.
Nach seiner Kongresszeit war er wieder als Arzt tätig. Er starb am 20. August 1849 in Coxsackie und wurde auf dem gleichnamigen Friedhof beigesetzt.